# Otto Goetzke
Franz Theodor Otto Goetzke (* 22. Dezember 1877 in Rosenthal, Kreis Soldin; † 3. Oktober 1946 in Berlin) war ein deutscher Radrennfahrer.
Goetzke wurde als Sohn des Schneidermeisters Theodor Goetzke und dessen Ehefrau Ehefrau Anna geb. Thürmann in Rosenthal in der Neumark geboren. Später zog die Familie nach Friesack.  In seiner Jugend war er ein guter Turner. Nach der Schule machte er eine Lehre als Tischler, lernte im Jahre 1900 das Radfahren und gehörte 1901 zu den Gründungsmitgliedern des Berliner Vereins BRC Zugvogel an. 1902 heiratete er die Plätterin Hedwig Halfter. 1902, 1903 und 1906 gewann er Rund um Berlin; 1904 wurde er Zweiter. 1903 belegte er bei Stettin–Berlin Platz zwei und gewann dieses Rennen im Jahr darauf. Zweimal gewann er die Goldene Medaille des DRB, weil er bei Bahnrennen über sechs Stunden die meisten Kilometer (169 bzw. 171 km) gefahren war. Zudem stellte er mehrere deutsche Rekorde auf. 1910 wurde Goetzke mit der Mannschaft des Zugvogel deutscher Meister im Mannschaftszeitfahren und gewann das Rennen Berlin–Cottbus–Berlin.
1905 wurde das längste deutsche Rennen der Radsportgeschichte von Köln nach Breslau über 938,2 Kilometer mit 20 Fahrern ausgetragen. Goetzke, der sich erst von seinen Klubkameraden zur Teilnahme hatte überreden lassen, gewann in 54 Stunden, 37 Minuten und 50 Sekunden.
Otto Goetzke starb 1946 bei einem Verkehrsunfall in Berlin-Mitte.